# Atouguia da Baleia
Atouguia da Baleia é uma povoação portuguesa sede da Freguesia de Atouguia da Baleia do Município de Peniche, o qual pertence à região Oeste, freguesia com 46,04 km² de área e 9117 habitantes (censo de 2021), tendo, por isso, uma densidade populacional de 198 hab./km².

## Demografia
A população registada nos censos foi:
Nota: Com lugares desta freguesia foi criada em 1985 a freguesia de Ferrel.
| Ano  | 0-14 Anos | 15-24 Anos | 25-64 Anos | > 65 Anos |
| 2001 | 1353      | 1072       | 4136       | 1427      |
| 2011 | 1436      | 907        | 4800       | 1811      |
| 2021 | 1220      | 924        | 466        | 2307      |

## Etimologia

### Atouguia
Quando no século XII D. Afonso Henriques cede aos irmãos franceses Corni (de la Corne) estas terras, elas eram conhecidas por Tauria. O nome resulta da existência em grande número de touros selvagens nos bosques da região. Mais tarde o nome foi sendo modificado até chegar à designação Atouguia.

### da Baleia
O primeiro documento conhecido onde o sobrenome da Baleia aparece é o Tombo da Albergaria e Confraria do Santo Espírito de Atouguia, de 1507, onde se lê "Atouguia da Baleea", na linha 28 da primeira página. Em 1705, Frei Fernando da Soledade relata, na sua História Serafica Cronológica da Ordem de São Francisco da Província de Portugal, que, no ano de 1526, deu à costa uma baleia, "no lugar, & sitio aonde chamado a Areia Branca", que "tinha de comprimento trinta côvados" e cuja corpulência "fazia vulto de hum navio de oytenta toneladas" e que "a espadana da cauda tinha vinte palmos de largura, & na bocca lhe cabião dous homens de pé, & muyto à sua võtade". Na igreja de São Leonardo pode ser vista uma costela de baleia, de grandes proporções.

## Geografia e demografia
A vila de Atouguia da Baleia tem atualmente cerca de 2000 habitantes.
Outros núcleos populacionais importantes são: Casais Brancos, Bufarda, Coimbrã, Geraldes, Ribafria, São Bernardino, Reinaldes, Bôlhos e Lugar da Estrada. Estes e outros núcleos encontram-se assinalados no mapa ao lado. É ainda de destacar a Consolação como núcleo turístico e a Praia do Medão / Supertubos.
A freguesia de Atouguia da Baleia tem como fronteiras: a norte as freguesias de Peniche e Ferrel, a este a freguesia de Serra d'El-Rei, a sul o Município da Lourinhã (freguesias de Lourinhã e Atalaia e São Bartolomeu dos Galegos e Moledo) e a oeste o Oceano Atlântico.
O relevo é o característico da região da Estremadura sendo relativamente plano junto ao mar e na parte final do rio de São Domingos, e com pequenas formações montanhosas que não ultrapassam os 100 metros de altitude na zona interior onde se inicia o Planalto das Cesaredas. É de destacar o vale do rio de São Domingos no qual desde 1996 existe uma barragem com o mesmo nome.
A norte do espigão da Consolação a costa marítima é arenosa formando uma baía até Peniche. A sul da Consolação a costa é constituída por arribas com cerca de 10 a 30 m de altura havendo por vezes pequenas praias de areia (como por exemplo: São Bernardino e Porto Grande).
Nesta localidade foi descoberto o dinossauro Miragaia longicollum.

## Economia
As principais actividades económicas da freguesia são a agricultura e sector agro-industrial, a construção civil e os serviços. Uma parte significativa da população está também ligada à pesca no porto de Peniche.

## História
Na Idade Média foi um porto de mar bastante activo; devido ao assoreamento da costa, perdeu essa posição para a vizinha Peniche, a atual sede do município.

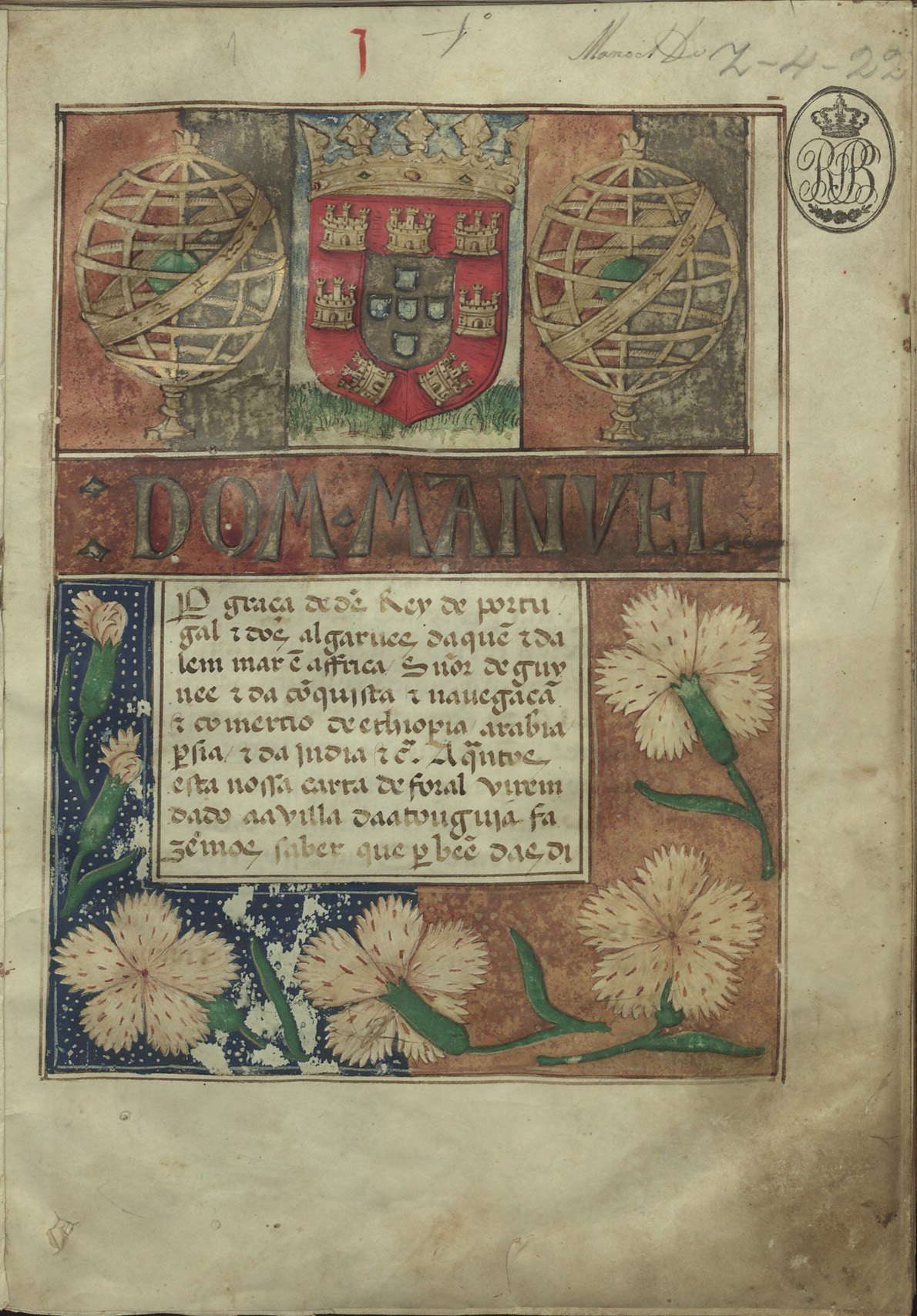
Foral da Vila de Atouguia (1510)

### Resumo histórico
- D. Afonso Henriques concede aos cruzados franceses Guilherme e Roberto de Corni a terra de Tauria como reconhecimento do auxílio prestado na conquista de Lisboa aos mouros;
- O foral de Tauria atribuído primeiramente em 1167 foi renovado em 1218 e depois em 1510;
- Em 1375, no reinado de D. Fernando, foram realizadas cortes gerais na vila de Atouguia;
- Em 1448 D. Afonso V concede a D. Álvaro Gonçalves de Ataíde, pelos bons serviços prestados ao reino, o título de 1.º conde de Atouguia;
- Peniche foi elevada a vila em 1609 por D. Filipe II e o concelho foi criado em 1610;
- Em 6 de Novembro de 1836, por proposta do Ministro Passos Manuel e decreto da Rainha D. Maria II, é extinto o concelho de Atouguia da Baleia, sendo as suas freguesias (Atouguia da Baleia e Serra d'El-Rei) incorporadas no concelho de Peniche.

## Política
O cargo de Presidente da Junta de Freguesia é atualmente ocupado por António Salvador, eleito nas eleições autárquicas de 2021 pelo Partido Social Democrata. Na Assembleia de Freguesia a força política mais representada é o PPD/PSD com 5 membros eleitos (maioria relativa), seguindo-se o Partido Socialista (4), o Grupo de Cidadãos Eleitores por Peniche (lista independente) (2) e a Coligação Democrática Unitária (composta pelo Partido Comunista Português e pelo Partido Ecologista "Os Verdes") (2). A Presidente da Assembleia de Freguesia é Helena Lopes, do PPD/PSD.

### Eleições autárquicas

#### Assembleia de Freguesia
| Ano  | %    | M  | %       | M       | %      | M      | %            | M            | %            | M            |
| Ano  | PS   | PS | PPD/PSD | PPD/PSD | CDS-PP | CDS-PP | FEPU/APU/CDU | FEPU/APU/CDU | Ind. (GCEPP) | Ind. (GCEPP) |
| ---- | ---- | -- | ------- | ------- | ------ | ------ | ------------ | ------------ | ------------ | ------------ |
| 1976 | 33,8 | 4  | 28,9    | 3       | 15,7   | 2      | 14,7         | 2            |              |              |
| 1979 | 31,4 | 6  | 52,1    | 11      |        |        | 12,9         | 2            |              |              |
| 1982 | 36,3 | 7  | 47,5    | 10      | 12,1   | 2      |              |              |              |              |
| 1985 | 16,1 | 2  | 52,1    | 8       | 11,5   | 1      | 16,7         | 2            |              |              |
| 1989 | 29,1 | 4  | 59,7    | 9       | 4,1    | -      | 3,8          | -            |              |              |
| 1993 | 32,5 | 5  | 49,3    | 7       | 8,0    | 1      | 6,3          | -            |              |              |
| 1997 | 48,3 | 7  | 40,7    | 6       |        |        | 6,3          | -            |              |              |
| 2001 | 46,9 | 7  | 37,3    | 5       | 2,7    | -      | 9,9          | 1            |              |              |
| 2005 | 31,2 | 4  | 35,1    | 5       | 2,3    | -      | 25,8         | 4            |              |              |
| 2009 | 17,2 | 2  | 54,1    | 8       |        |        | 25,1         | 3            |              |              |
| 2013 | 18,9 | 3  | 49,2    | 7       | 22,2   | 3      |              |              |              |              |
| 2017 | 21,5 | 3  | 42,8    | 6       | 11,7   | 1      | 18,5         | 3            |              |              |
| 2021 | 27,3 | 4  | 36,2    | 5       | 12,3   | 2      | 14,5         | 2            |              |              |

## Orago

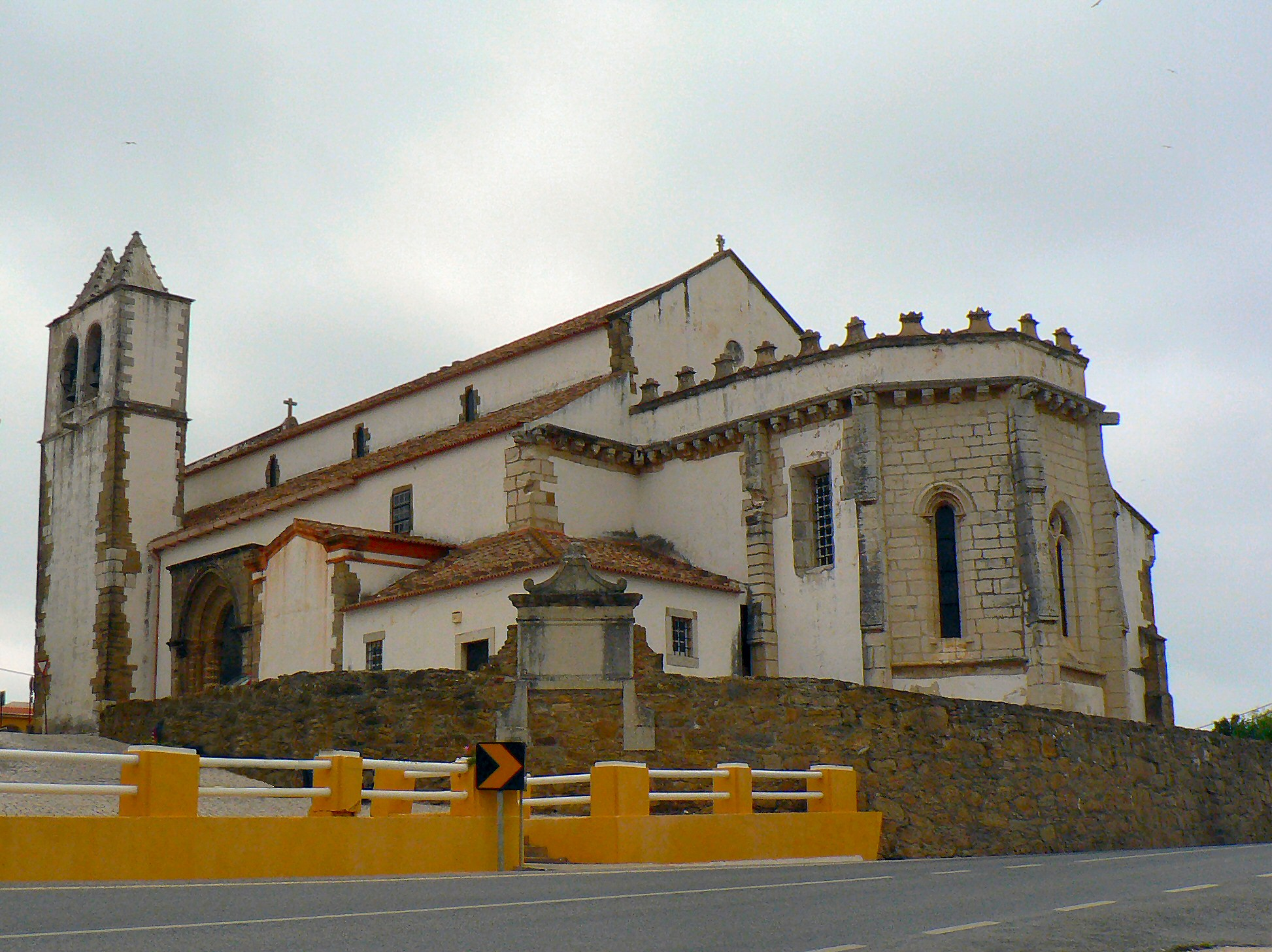
Igreja de São Leonardo

A paróquia tem como orago São Leonardo. A igreja matriz com o mesmo nome é do estilo romano-gótico e é composta por três naves, das quais sobressai a do meio.
Possui arcos ogivais e colunas cilíndricas encimadas por capitéis cúbicos onde estão presentes animais fantásticos, cabeças humanas, cordas entrelaçadas, etc. Uma das capelas laterais possui azulejos  do século XVII, junto desta existe um baixo-relevo em calcário branco, do século XIV, representando a Natividade. A pia baptismal é de 1562.
A razão de São Leonardo ser o padroeiro da paróquia permanece incerta (até porque pensa-se que em Portugal não existirá nenhuma outra igreja dedicada a este santo)..
Outra hipótese é que o culto a este santo tenha sido implementado pelos cruzados de Corni que receberam de D. Afonso Henriques as terras de Tauria.

## Património
- Restos da Torre e Muralhas do Antigo Castelo de Atouguia da Baleia ou Castelo da Vila de Atouguia da Baleia
- Forte da Praia da Consolação
- Igreja de São Leonardo ou Igreja Matriz de Atouguia da Baleia
- Cruzeiro da Coimbrã
- Igreja de Nossa Senhora da Conceição (Atouguia da Baleia)
- Pelourinho de Atouguia da Baleia
- Fonte de Nossa Senhora da Conceição
- Centro Interpretativo de Atouguia da Baleia
- Casa do Castelo - Casa do século XVII (Turismo de Habitação)

## Personalidades ilustres
- Conde de Atouguia

## Festas Populares e Religiosas
- Nossa Senhora da Assunção - 15 de Agosto
- São Leonardo - 6 de Novembro
- Nossa Senhora da Conceição - 8 de Dezembro

## Feiras
- 24 de Junho
- 5 de Setembro
- 6 de Novembro

## Praias
- Praia da Consolação
- Praia de Supertubos
- Praia de São Bernardino